# Maytenus mornicola
Maytenus mornicola är en benvedsväxtart som beskrevs av Ignatz Urban och Ekman. Maytenus mornicola ingår i släktet Maytenus och familjen Celastraceae. Inga underarter finns listade.